# Ulsan
Ulsan (hangeul : 울산 ; hanja : 蔚山 ; RR : Ulsan ; MR : Ulsan, /uɭ.s͈an/), officiellement la ville métropolitaine de Ulsan (hangeul : 울산광역시 ; hanja : 蔚山廣域市), est une ville portuaire située dans le Sud-Est de la Corée du Sud sur la mer du Japon (appelée localement la mer de l'Est), à une quarantaine de kilomètres de Busan. La ville compte 962 931 habitants (2000) et la ville métropolitaine (avec la banlieue) 1 105 823 habitants (2005). La ville a le statut de ville métropolitaine depuis le 15 juillet 1997.

## Histoire

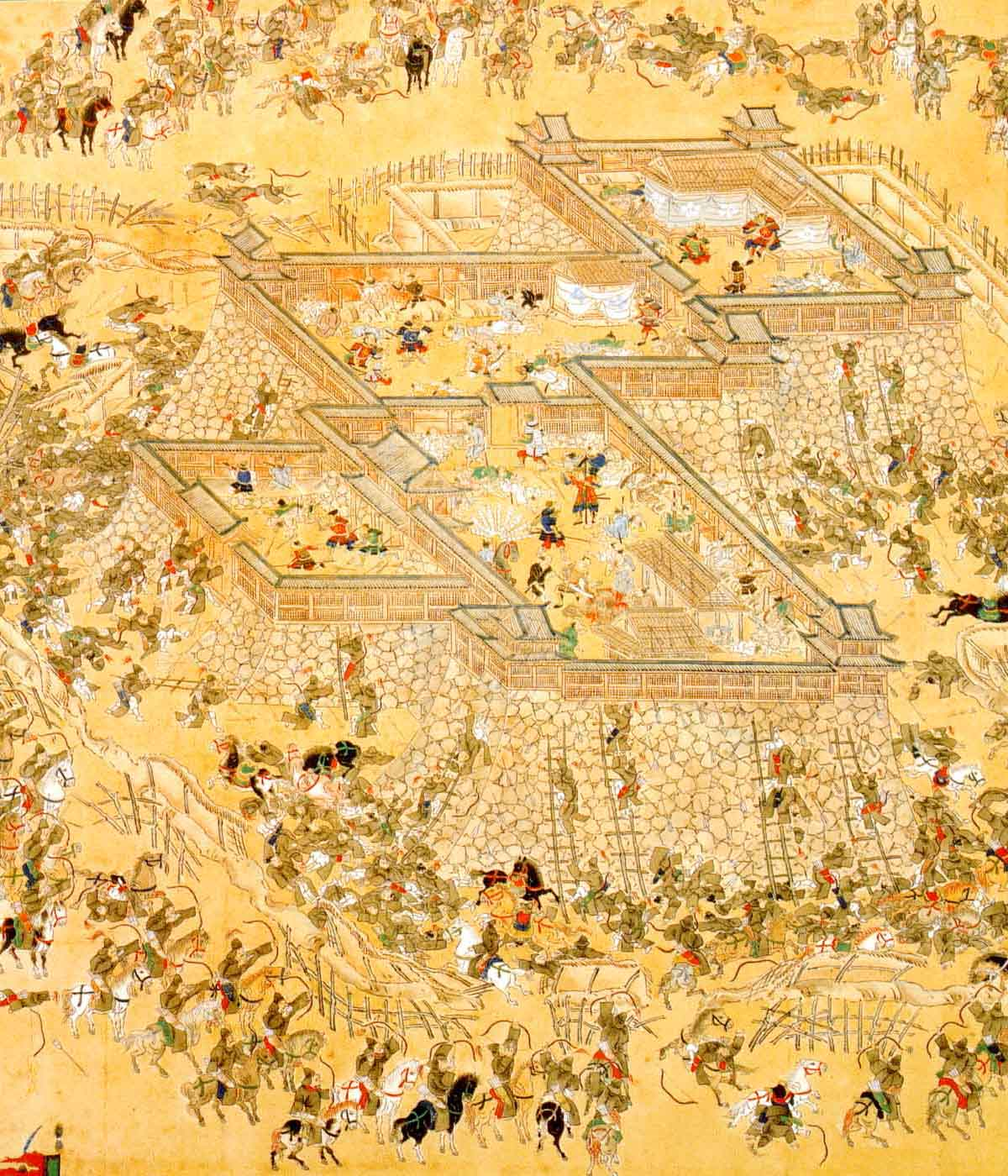
Siège de 1598.

À la fin du XVIe siècle, Ulsan est aux mains des envahisseurs japonais pendant la guerre d'Imjin. Sa forteresse subit deux sièges infructueux de la part des Chinois et des Coréens (1597 et 1598).

## Économie
L'économie d'Ulsan repose sur l'industrie : construction navale, construction automobile et pétrochimie. La ville produit également des améthystes. Elle concentre 12 % de la production industrielle sud-coréenne.
Ulsan est le berceau du chaebol Hyundai, qui y possède notamment deux implantations industrielles.
- Hyundai Motor : un complexe de construction automobile fondé en 1967 qui est devenu le plus important du monde avec une production annuelle de 1,6 million de véhicules, dont 60 % sont directement exportés depuis les quais qui bordent l'usine ; 34 000 salariés[2].
- Hyundai Mipo Dockyard de Hyundai Heavy Industries ou HHI : le plus important chantier naval du monde[réf. nécessaire], créé en 1973, capable de construire tous les types de navires (pétroliers, porte-conteneurs, minéraliers, méthaniers, etc.) jusqu'à 1 million de tonnes de port en lourd ; 25 000 salariés.

## Transport
L'aéroport d'Ulsan dessert les villes de Séoul et de Jeju. Korean Air et Asiana utilisent cet aéroport.

## Infrastructures
Le stade d'Ulsan (plus précisément, le Munsu Football Stadium) a été un des sites officiels de la coupe du monde de football de 2002. Il accueille les matchs de l'équipe locale des Tigres d'Ulsan.
La ville possède deux grands parcs urbains inaugurés pour la coupe du monde de 2002 : celui de Munsu autour du stade du même nom et celui du centre situé entre le rond-point de la tour industrielle et la mairie de l'arrondissement d'Ulju-gun. Ce dernier comporte un lac artificiel, une piscine et un petit parc animalier.
Deux principaux grands magasins sont présents (Hyundai Department Store et Lotte Department Store) ainsi que des complexes cinématographiques.
La ville possède une université située dans le quartier de Mugeo-dong et une université nationale de science et de technologie située dans le district d'Eonyang-eup.

## Géographie
Le fleuve Taehwa traverse la ville. Située à l'extrême sud de la Corée, son climat subtropical humide subit l'influence de la mousson.

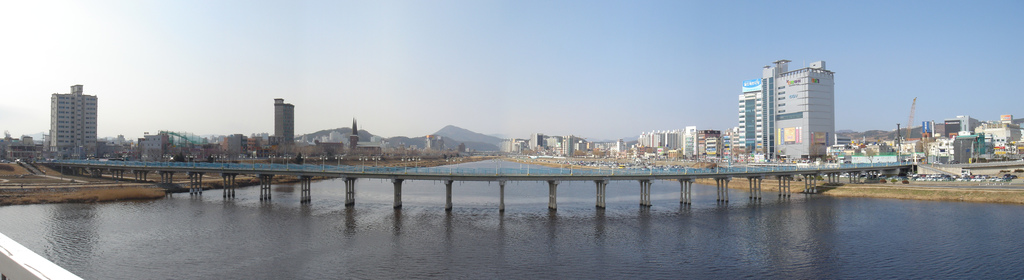
Photographie panoramique d'Ulsan et du pont Seoungundong sur le fleuve Taehwa.

### Climat
| Mois                                  | jan.       | fév.       | mars      | avril     | mai       | juin      | jui.      | août      | sep.      | oct.      | nov.      | déc.       | année      |
| ------------------------------------- | ---------- | ---------- | --------- | --------- | --------- | --------- | --------- | --------- | --------- | --------- | --------- | ---------- | ---------- |
| Température minimale moyenne (°C)     | −2,3       | −0,7       | 3,2       | 8,2       | 12,8      | 17,3      | 21,8      | 22,7      | 17,9      | 11,5      | 5,1       | −0,3       | 9,8        |
| Température moyenne (°C)              | 2          | 3,9        | 7,9       | 13,5      | 17,9      | 21,4      | 25        | 25,9      | 21,5      | 16,2      | 9,9       | 4,3        | 14,1       |
| Température maximale moyenne (°C)     | 7,3        | 9,2        | 13,2      | 19,2      | 23,4      | 26        | 28,9      | 30        | 25,9      | 21,9      | 15,8      | 9,9        | 19,2       |
| Record de froid (°C) date du record   | −14,3 1967 | −12,5 1977 | −9,6 1977 | −2,6 1972 | 3,6 1976  | 6,8 1981  | 13,9 1993 | 13,4 1972 | 7,9 1956  | 0,4 1957  | −7,8 1970 | −12,4 1973 | −14,3 1967 |
| Record de chaleur (°C) date du record | 19,3 1953  | 24,2 1996  | 25,4 1973 | 31 2004   | 34,7 1979 | 35,5 2005 | 38,2 1994 | 38,8 2013 | 35,6 1994 | 29,8 1987 | 27,5 1979 | 22,4 1953  | 38,8 2013  |
| Ensoleillement (h)                    | 190,7      | 176,4      | 187,5     | 207,2     | 215,4     | 172,7     | 151,5     | 167,3     | 150       | 193,7     | 182       | 194,6      | 2 188,8    |
| Précipitations (mm)                   | 34,3       | 42,6       | 65,8      | 91,1      | 108,1     | 176,8     | 232,3     | 240,3     | 168,2     | 53,5      | 41,1      | 23         | 1 277,1    |
| Nombre de jours avec précipitations   | 5,3        | 6,3        | 8,1       | 8,4       | 9,2       | 10        | 13,5      | 12,1      | 10,3      | 5,7       | 5,1       | 3,9        | 97,9       |
| Humidité relative (%)                 | 49,6       | 51,9       | 57,6      | 60,3      | 66,1      | 73,3      | 78,9      | 77,7      | 75,7      | 67,2      | 59,9      | 52,4       | 64,2       |
| Nombre de jours avec neige            | 1,7        | 2,1        | 1,1       | 0         | 0         | 0         | 0         | 0         | 0         | 0         | 0,1       | 1,1        | 6,1        |

| Diagramme climatique                                  |             |             |             |               |             |               |             |               |              |             |           |
| J                                                     | F           | M           | A           | M             | J           | J             | A           | S             | O            | N           | D         |
| 7,3−2,334,3                                           | 9,2−0,742,6 | 13,23,265,8 | 19,28,291,1 | 23,412,8108,1 | 2617,3176,8 | 28,921,8232,3 | 3022,7240,3 | 25,917,9168,2 | 21,911,553,5 | 15,85,141,1 | 9,9−0,323 |
| Moyennes : • Temp. maxi et mini °C • Précipitation mm |             |             |             |               |             |               |             |               |              |             |           |

## Culture

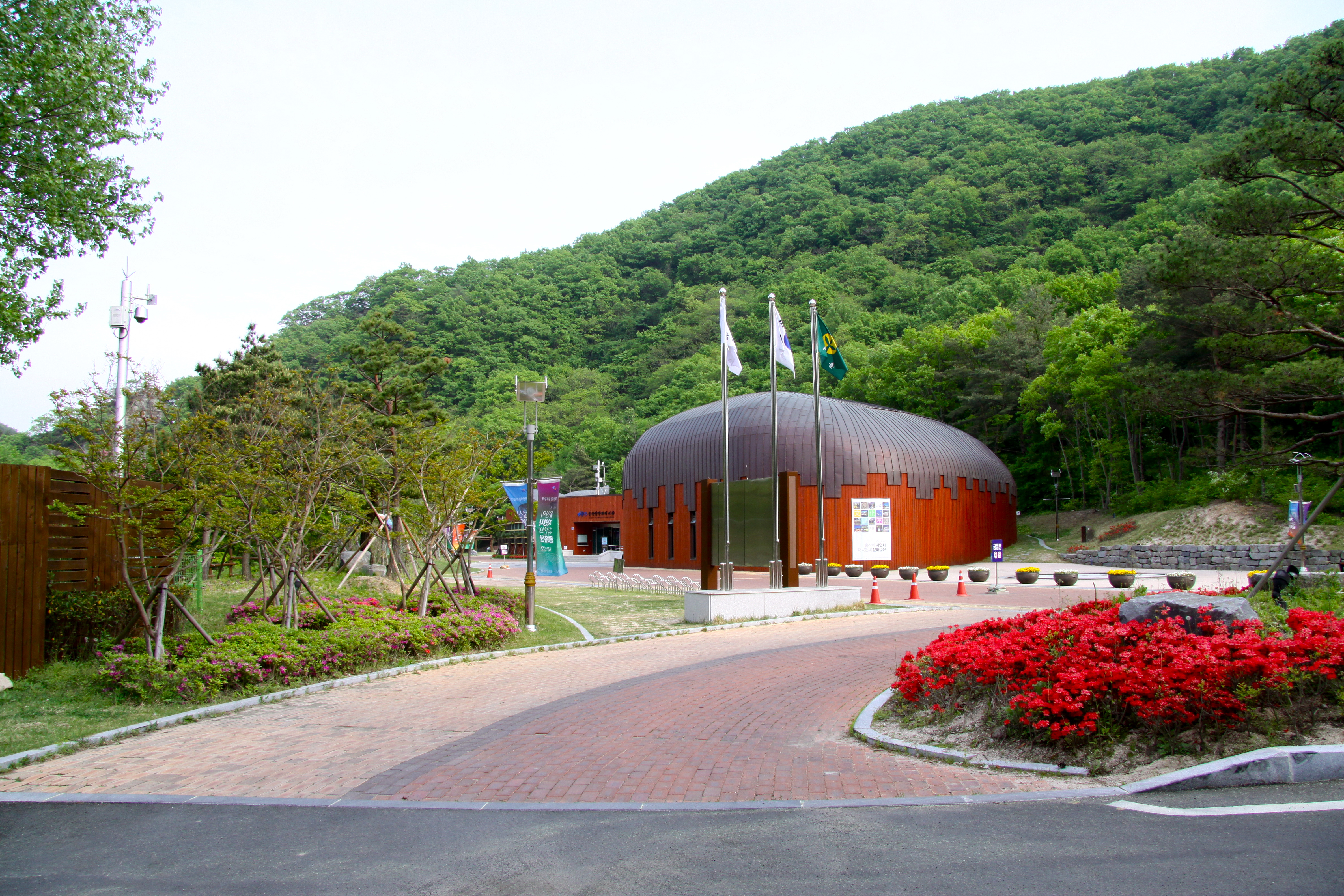
Le site de l'Ulsan Petroglyph Museum en mai 2010.

Ulsan est célèbre pour ses plages, dont celle de Jugeon, aux galets noirs.
- Musées : le Ulsan Museum, dans un bâtiment résolument contemporain, offre un parcours sur l'histoire de la région, depuis la Préhistoire de la Corée et la Période de la céramique Chulmun (8000-1500 avant notre ère), la Période de la céramique Mumun (1500-300 avant notre ère), la culture du poignard de bronze, la période Samhan (au début de l'ère) et les Trois Royaumes de Corée, (Ier av. n. ère -  VIIe siècle de notre ère), jusqu'au récents aménagements de l'ensemble portuaire.

Préhistoire : Le Ulsan Petroglyph Museum expose une reproduction à l'échelle réelle des gravures rupestres monumentales de Bangudae (6000-1000 avant notre ère) , les plus vastes de Corée (8 × 5 m). Ces gravures relèvent du Néolithique de la Corée. Le musée apporte des éléments qui permettent de contextualiser cette période, la faune et les pratiques des Néolithiques. La falaise se trouve sur la rive gauche du fleuve Taehwa mais ne pourrait être observée de la rive opposée qu'en période de sécheresse. Le site voisin, de Cheonjeon-ri, est accessible à 1,2 km du précédent, le long de la rivière Daegokcheon qui se jette dans le Taewa. Le Ulsan Daegok Museum. permet de voir de près cet ensemble monumental (10 × 2 m) de pétroglyphes sur un bloc allongé à proximité de la rivière.

## Divisions administratives

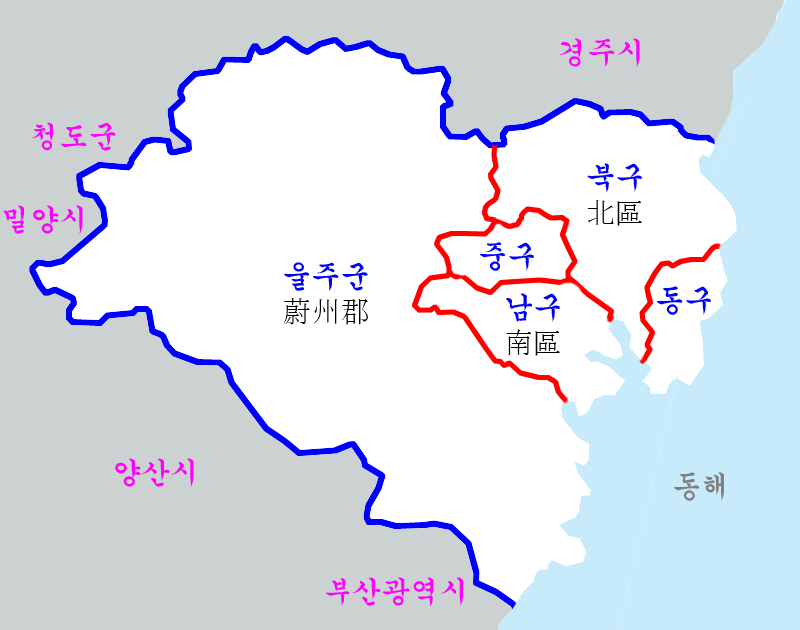
Subdivisions d'Ulsan.

Le 15 juillet 1997, la ville d'Ulsan obtient le statut de ville métropolitaine (gwangyeoksi) à la suite de son détachement de la province du Gyeongsang du Sud.
Ulsan comporte quatre arrondissements (gu) et un district (gun) :
- Buk-gu (북구; 北區)
- Dong-gu (동구; 東區)
- Jung-gu (중구; 中區)
- Nam-gu (남구; 南區)
- Ulju-gun (울주군; 蔚州郡)

## Galerie

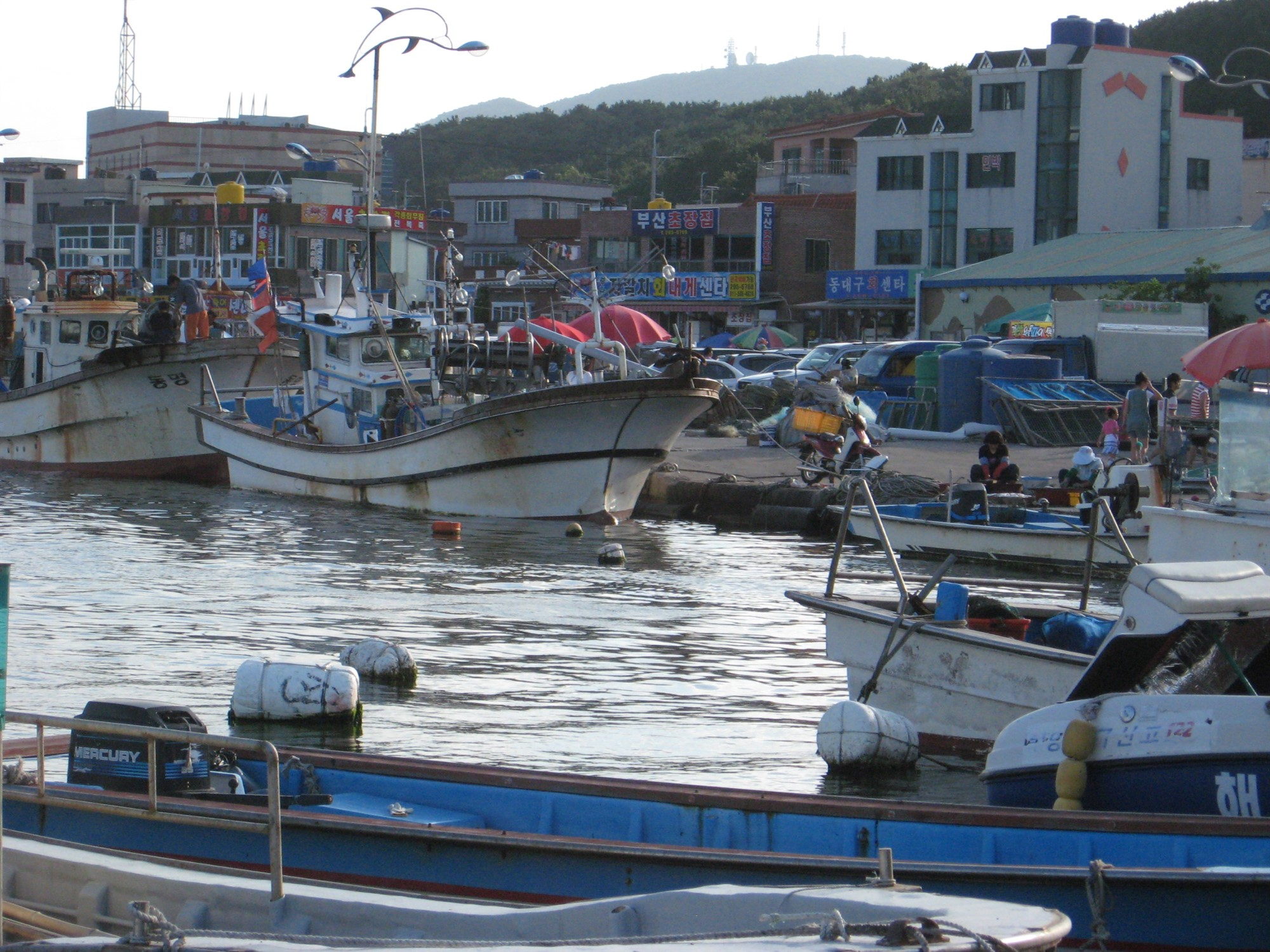
Port de pêche de Jungjia (Buk-gu).
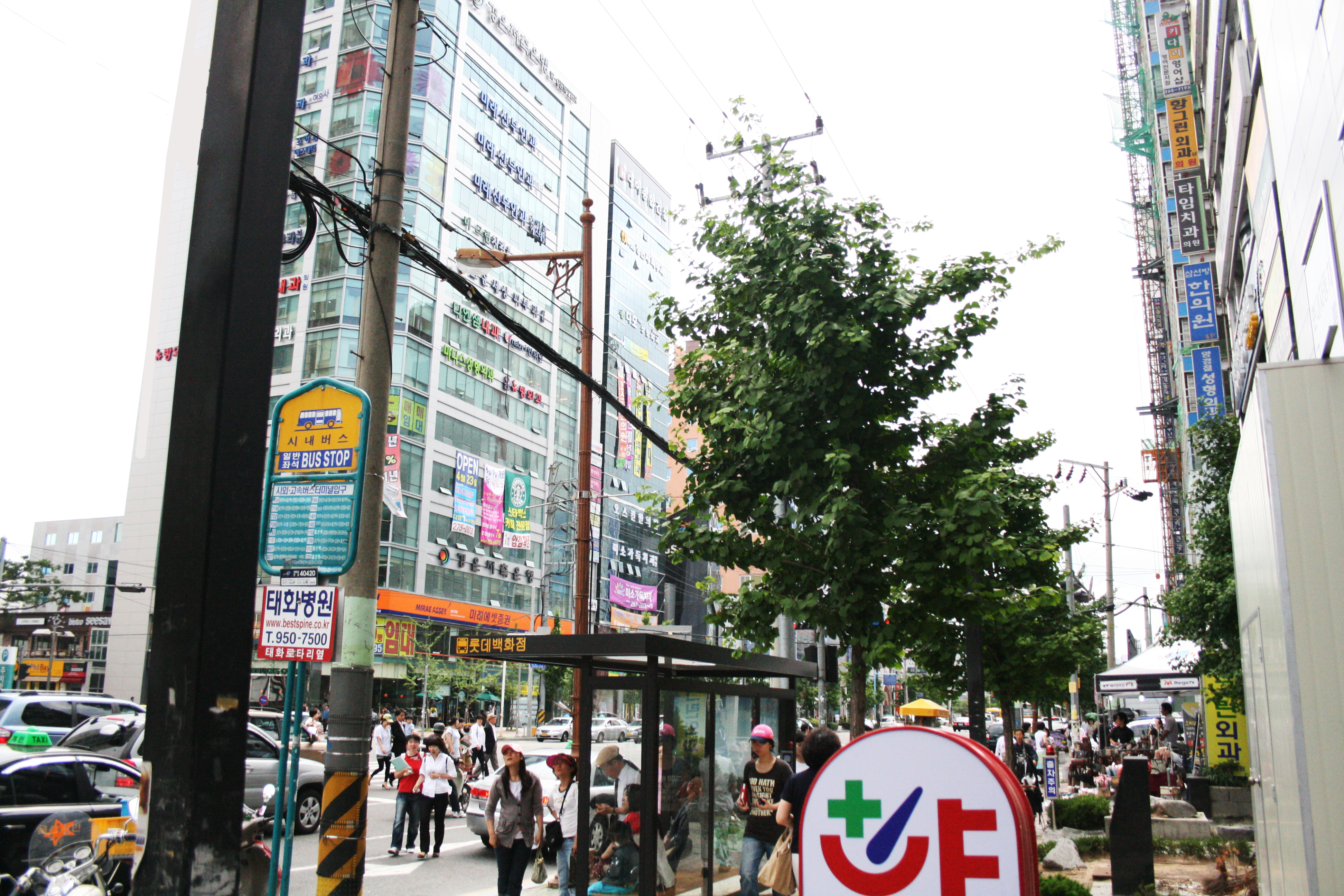
Le centre-ville (Nam-gu).
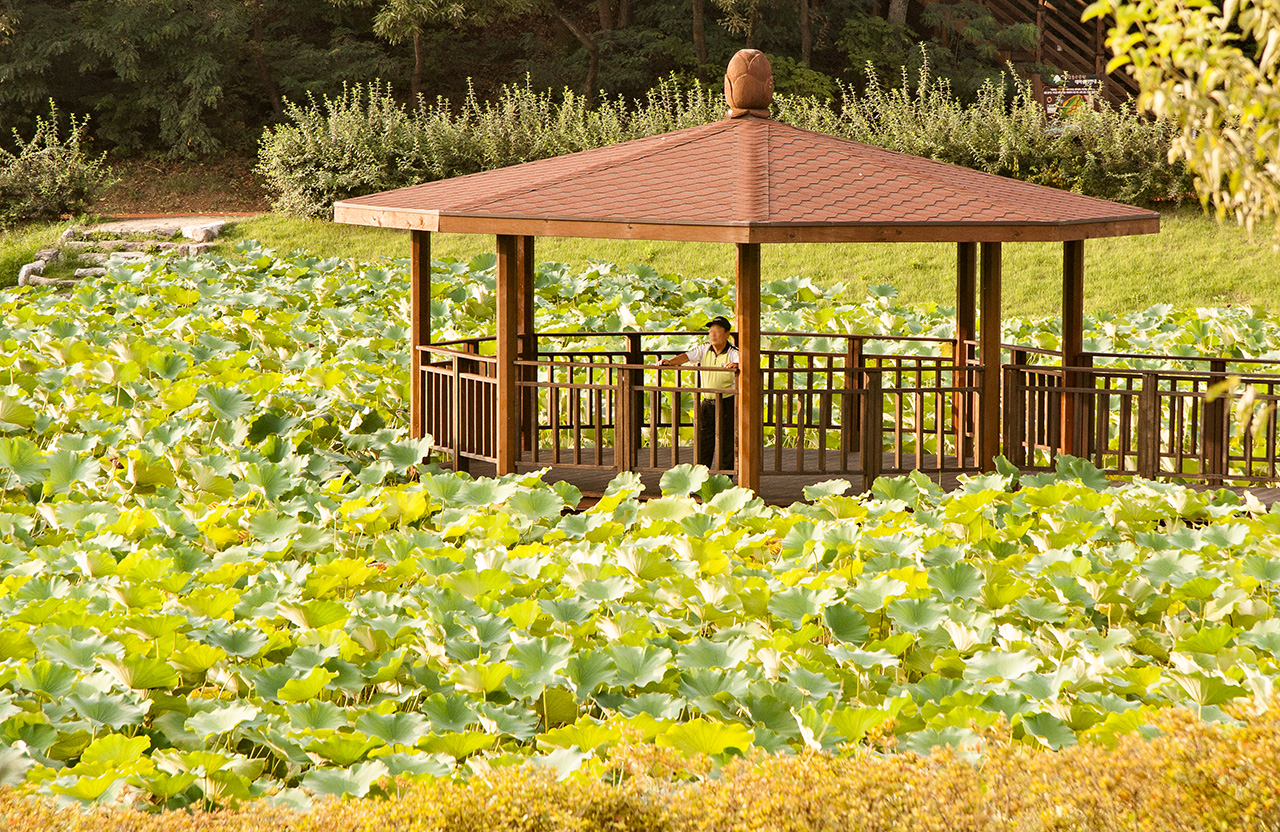
Lotus du lac dans le parc Seonam (Nam-gu).

## Jumelages
- Hagi (Japon) depuis 1968
- Hualien (Taïwan) depuis 1981
- Portland (Oregon) (États-Unis) depuis 1987
- Changchun (Chine) depuis 1994
- İzmir (Turquie) depuis 2002
- Santos (Brésil) depuis 2002
- Khánh Hòa (Viêt Nam) depuis 2002
- Tomsk (Russie) depuis 2003
- Kumamoto (Japon) depuis 2010

## Personnalités liées
- Bang Hyeon-seok, écrivain né à Ulsan en 1961
- Park Min-gyu, écrivain né à Ulsan en 1968
- Eom Dohyeon, photographe née à Ulsan en 1987 [8]
- Yoo Myung-hee, femme politique née à Ulsan en 1967